# Stazione di Binago-San Salvatore
Stazione di Binago-San Salvatore 1966-ban bezárt vasútállomás Olaszországban, Lombardia régióban, Binago településen.

## Vasútvonalak
Az állomást az alábbi vasútvonalak érintették:
- Como–Varese-vasútvonal

## Kapcsolódó állomások
A vasútállomáshoz az alábbi állomások vannak a legközelebb:
- Stazione di Malnate
- Stazione di Solbiate-Albiolo